# Championnats du monde de luge 2023
 (signalé en mai 2025).
Si vous disposez d'ouvrages ou d'articles de référence ou si vous connaissez des sites web de qualité traitant du thème abordé ici, merci de compléter l'article en donnant les références utiles à sa vérifiabilité et en les liant à la section « Notes et références ».
- Archive Wikiwix
- Bing
- Cairn
- DuckDuckGo
- E. Universalis
- Gallica
- Google
- G. Books
- G. News
- G. Scholar
- Persée
- Qwant
- (zh) Baidu
- (ru) Yandex
- (wd) trouver des œuvres sur Wikidata

Navigation
Édition précédente Édition suivante
Les Championnats du monde de luge 2023 se déroulent du 27 janvier 2023 au 29 janvier 2023 à Oberhof en (Allemagne) sous l'égide de la Fédération internationale de luge de course (FIL). Il y a huit titres à attribuer, deux pour les hommes (sprint + épreuve habituelle), deux pour les femmes (sprint + épreuve habituelle), deux pour le doubles hommes (sprint + épreuve habituelle), deux pour le doubles femmes (sprint + épreuve habituelle) et enfin un pour le relais mixte par équipes. Il s'agit d'une compétition annuelle (hors année olympique).
Pour la première fois dans l'histoire de la championnats du monde de luge, le double femmes est introduit en même temps que les autres épreuves. En 2022, un championnat du monde de luge avec comme unique épreuve le double féminin a eu lieu.
Le calendrier des épreuves est le suivant :
- 27 janvier 2023 : Sprints
- 28 janvier 2023 : Femmes, Doubles Hommes & Femmes
- 29 janvier 2023 : Hommes & Relais Mixte

## Tableau des médailles
| Rang | Nation    | Or | Argent | Bronze | Total |
| ---- | --------- | -- | ------ | ------ | ----- |
| 1    | Allemagne | 8  | 5      | 3      | 16    |
| 2    | Autriche  | 1  | 4      | 3      | 8     |
| 3    | Italie    | 0  | 0      | 2      | 2     |
| 4    | Lettonie  | 0  | 0      | 1      | 1     |

## Podiums
| Épreuves                | Or                                                       | Argent                                                  | Bronze                                                   |
| ----------------------- | -------------------------------------------------------- | ------------------------------------------------------- | -------------------------------------------------------- |
| Hommes                  | Jonas Müller                                             | Max Langenhan                                           | David Gleirscher                                         |
| Sprint Hommes           | Felix Loch                                               | Jonas Müller                                            | Max Langenhan                                            |
| Doubles Hommes          | Allemagne Toni Eggert Sascha Benecken                    | Allemagne Tobias Wendl Tobias Arlt                      | Autriche Yannick Müller Armin Frauscher                  |
| Sprint Doubles Hommes   | Allemagne Toni Eggert Sascha Benecken                    | Allemagne Tobias Wendl Tobias Arlt                      | Autriche Yannick Müller Armin Frauscher                  |
| Femmes                  | Anna Berreiter                                           | Julia Taubitz                                           | Dajana Eitberger                                         |
| Sprint Femmes           | Dajana Eitberger                                         | Julia Taubitz                                           | Anna Berreiter                                           |
| Doubles Femmes          | Allemagne Jessica Degenhardt Cheyenne Rosenthal          | Autriche Selina Egle Lara Michaela Kipp                 | Italie Andrea Vötter Marion Oberhofer                    |
| Sprint Doubles Femmes   | Allemagne Jessica Degenhardt Cheyenne Rosenthal          | Autriche Selina Egle Lara Michaela Kipp                 | Italie Andrea Vötter Marion Oberhofer                    |
| Relais mixte par équipe | Allemagne Anna Berreiter Max Langenhan Eggert / Benecken | Autriche Madeleine Egle Jonas Müller Müller / Frauscher | Lettonie Kendija Aparjode Kristers Aparjods Bots / Plūme |